# Педаль (техника композиции)
Педа́ль (англ. pedal, pedal point, фр. pédale) — вид техники музыкальной композиции, повторяющийся / выдержанный звук или созвучие в любом регистре (низком, среднем, высоком). В истории академической музыки наиболее распространена педаль в басу, называемая особым термином  «органный пункт».

## Краткая характеристика
Педалью называется выдержанный звук, интервал, конкорд, аккорд или иное созвучие, на фоне которых прочие голоса многоголосной фактуры движутся относительно независимо. По традиции происхождение педали связываютс с бурдоном в европейской народной инструментальной музыке, который академические композиторы время от времени имитируют (например, Л. ван Бетховен, обыгрывающий «волыночную» квинту в III и V частях Шестой симфонии).
Педаль может быть фигурирована (начало 4-й картины оперы «Пиковая дама» П. И. Чайковского), в том числе с применением мелодического или гармонического остинато (И. Ф. Стравинский, I часть Симфонии псалмов, цифры 7 и 8). Эффект педали сохраняется и в тех случаях, когда звук или созвучие не тянется, а повторяется (IV картина из оперы «Садко» Н. А. Римского-Корсакова). Изредка педаль встречается в средних голосах как в пьесе «Виселица» из фортепианного цикла «Ночной Гаспар» М. Равеля. Примеры педали в нижних голосах см. в статье Органный пункт.

## В неакадемической музыке
В джазе, поп-музыке, рок-музыке, киномузыке педаль как правило фигурируется (выдержанный тон, как на органе, почти не используется), в  том числе с использованием небольшого остинато. Примером использования в джазе может служить джазовый стандарт My favorite things в интерпретации Джона Колтрейна (квинта на тонике в басу), в поп-музыке — шлягер Майкла Джексона «Thriller» (педаль в виде мелодического остинато), в киномузыке — лейттема фильма «Интерстеллар» (музыка Ганса Циммера, в виде варьируемого двухнотного мотива, на доминанте, в средних голосах).

## В других языках
В английском языке термином «педаль» (pedal, pedal point) недискретно обозначают все виды педали, в том числе и органный пункт. В немецком языке термином «Orgelpunkt» обозначают и органный пункт, и все остальные виды педали. Во французском языке термином «point d'orgue» обозначается фермата.
Педаль не следует путать с остинато (мелодико-ритмическая фраза и/или заданная последовательность гармоний).